# Life in a Day
Life in a Day je první studiové album skotské rockové skupiny Simple Minds, vydané v dubnu 1979 u vydavatelství Zoom Records. Nahráno bylo od prosince předchozího roku do ledna ve studiu Farmyard Studios v Amershamu a jeho producentem byl John Leckie. Kapela původně chtěla, aby desku produkoval velšský hudebník John Cale.

## Seznam skladeb
| Pořadí | Název                | Délka |
| ------ | -------------------- | ----- |
| 1.     | Someone              | 3:43  |
| 2.     | Life in a Day        | 4:06  |
| 3.     | Sad Affair           | 2:46  |
| 4.     | All for You          | 2:51  |
| 5.     | Pleasantly Disturbed | 7:59  |
| 6.     | No Cure              | 3:35  |
| 7.     | Chelsea Girl         | 4:35  |
| 8.     | Wasteland            | 3:46  |
| 9.     | Destiny              | 3:39  |
| 10.    | Murder Story         | 6:18  |

## Obsazení
- Jim Kerr – zpěv
- Charlie Burchill – kytara, housle, zpěv
- Derek Forbes – baskytara, zpěv
- Brian McGee – bicí, perkuse, zpěv
- Mick MacNeil – klávesy, zpěv